# Kraków Bieżanów

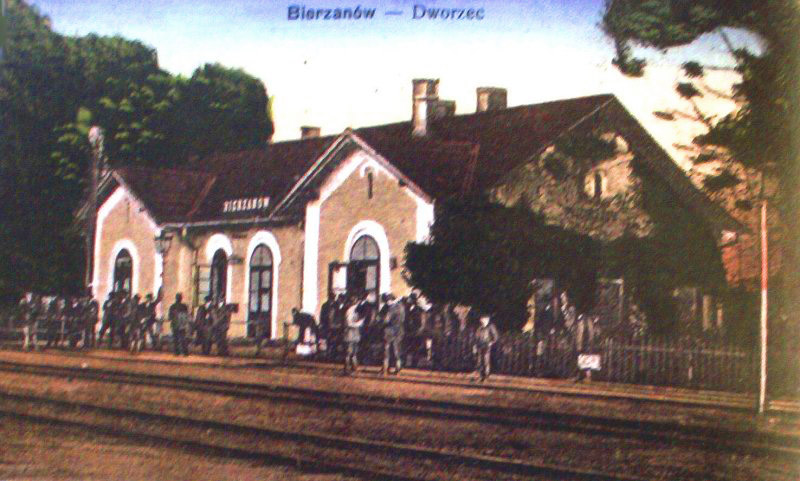
Budynek dworcowy na przełomie XIX i XX w.

Kraków Bieżanów – węzłowa stacja kolejowa w Krakowie, w dzielnicy XII Bieżanów-Prokocim, w Bieżanowie.

## Ruch pasażerski
| Rok  | Wymiana pasażerska na dobę |
| ---- | -------------------------- |
| 2017 | 300–499                    |
| 2022 | 200–299                    |

W 2018 roku otwarto czwarty peron stacji.